# 523年
| 千纪： | 1千纪                                                                                           |
| 世纪： | 5世纪 \| 6世纪 \| 7世纪                                                                         |
| 年代： | 490年代 \| 500年代 \| 510年代 \| 520年代 \| 530年代 \| 540年代 \| 550年代                       |
| 年份： | 518年 \| 519年 \| 520年 \| 521年 \| 522年 \| 523年 \| 524年 \| 525年 \| 526年 \| 527年 \| 528年 |
| 纪年： | 癸卯年（兔年）；北魏正光四年；南朝梁普通四年；高昌义熙十四年                                    |

## 大事记
- 遊牧部落政權柔然發生大饑荒，向北魏求援遭拒，柔然可汗阿那瓌遂於四月派兵侵入北魏進行剽掠，懷荒鎮人民因食物資源大部分被劫奪而生計艱難，向鎮將武衛將軍于景請求賑濟，但遭到其蠻橫的拒絕，遂怒殺于景夫婦，北魏朝廷決定彈壓整肅六鎮邊民。
- 铸铁五铢。
- 勃艮第人為法蘭克人所滅。
- 東羅馬帝國禁軍統帥查士丁尼與狄奧多拉在首都君士坦丁堡結婚。